# يعرب العيسى
يعرب العيسى كاتب وصحفي سوري ولد عام 1969 في منطقة بادية حماة بسوريا، ثم انتقل للإقامة في دمشق.

## حياته ومسيرته المهنية
وُلد يعرب العيسى في منطقة بادية الشام بسوريا عام 1969، وعمل بمجال الصحافة منذ عام 1988 كصحفي استقصائي، كما نُشرت مقالاته بالعديد من المجلات والصحف والمواقع السورية والعربية، ومن بينها المجلة الدورية لنادي القلم، وموقع الإصلاحية. وفي مارس (أذار) 2020 اضطر يعرب العيسى إلى البقاء في المنزل خلال فترة الغلق التي تزامنت مع أزمة جائحة كوفيد-19 مما منحه فرصة مثالية للجلوس لساعات طويلة أمام الحاسوب، فكتب روايته الأولى بعنوان «المئذنة البيضاء».

## مؤلفاته
| اسم الكتاب      | سنة النشر | الناشر                                | ملاحظات                                                    |
| --------------- | --------- | ------------------------------------- | ---------------------------------------------------------- |
| المئذنة البيضاء | 2021      | دار منشورات المتوسط - ميلانو، إيطاليا | أختيرت ضمن القائمة الطويلة لجائزة البوكر العربية لعام 2022 |